# Euromaxx – Окно в Европу
"Euromaxx – Окно в Европу" - это тележурнал немецкого зарубежного телеканала Deutsche Welle (DW). Помимо немецкой программы (Euromaxx - Leben und Kultur in Europa) также выходят английская (Euromaxx – Lifestyle Europe), испанская (Euromaxx – Vida y cultura en Европе) и арабские (يوروماكس) версии. Euromaxx рассказывает о всех областях современной поп-культуры: архитектура, музыка, мода, дизайн, искусство, фотография, еда и напитки, путешествия и многое другое. В программе представлены репортажи из Германии и Европы.

## Трансляция
Программа выходит каждый день с 30 июня 2003 на DW-TV в немецкой, английской и арабских редакциях. С 2013 года программа также выходит на российских региональных каналах. Таким образом, журнал достигает всех целевых регионов немецкого зарубежного телевидения в настоящее время. С лета 2010 года, изначально в рамках Einsfestival, организуемого телекомпанией ARD, выходят Моменты Euromaxx (Euromaxx Highlights), в которых показываются лучшие сюжеты за прошедшую неделю.

## Ведущие
Майке Крюгер, Кристина Штерц, Линда Бетке и Карин Хелмштэдт ведут немецкую версию. В английской версии чередуются Энн O'Доннел, Карин Хелмштэдт, Луиза Хотон и Мегген Лей Дуди. В Испании программу ведут Белен Паланкар, Карлос МакКонни и Валентина Торрадо. На арабском языке программу ведёт Дина Года. Русскую версию ведёт Елена Иванова. Ранее немецкую версию вели Коринна Волтерс, Лора Дюннвальд, Карен Вебб и Керстин Линнарц. На английском программу раньше вела Сандра Мария Гронвальд.

## Содержание
Euromaxx выходит шесть раз в неделю из Германии и Европы. Главными темами являются повседневная культура, архитектура, фотография, кино, кулинария, образ жизни, литература, мода, музыка, люди, театр, танцы, тенденции и жильё. Тележурнал показывает в своих сюжетах портреты и образ жизни европейцев. Euromaxx Highlights (Моменты Euromaxx) представляет основные моменты недели и интересные истории из программ прошлой недели. Постоянные рубрики и сериалы делают акцент на Euromaxx.

### Текущие рубрики
- Атмосфера Euromaxx (Euromaxx ambiente) один раз в неделю представляет особенно интересные квартиры и дома с их жителями.
- Экстра-тур Euromaxx (Euromaxx extratour) представляет европейские города и регионы
- Euromaxx a la carte показывает кулинарные лакомства из Европы и предлагает рецепты для приготовления пищи.
- Викторина Euromaxx (Euromaxx quiz)
- Путешествия Euromaxx (Euromaxx reiselus)
- Клип-мания Euromaxx (Euromaxx clipmania)

### Сериалы
Euromaxx-сериалы, такие как "Новый модельер Европы", "Рождественская ёлка", "Новые Чудеса света" или "Спортом по Европе" были награждены призами. Также был награжден Euromaxx-сериал "Правда о Германии". Затем репортёр Майкл Вигге посетил в сериале "Самая красивая страна в мире" (СКСМ, „DSLDW“) Германию и регулярно отправлялся на поиски интересных мест и людей. На своём оригинальном сохранившемся VW Karmann-Ghia, построенном в 1961 году, он путешествовал со своей камерой по всей Германии и посещал известные достопримечательности.

## Награды
Euromaxx был удостоен многочисленных международных телевизионных наград. Например, программа получила премию Hot Bird TV Award в Венеции и несколько наград на Нью-Йоркских фестивалях, на WorldFest в Хьюстоне и на WorldMediaFestival в Гамбурге. Дизайн тележурнала был удостоен престижной премии Broadcast Designers Award.